# South Hooksett
South Hooksett es un lugar designado por el censo ubicado en el condado de Merrimack en el estado estadounidense de Nuevo Hampshire. En el Censo de 2010 tenía una población de 5.418 habitantes y una densidad poblacional de 393,88 personas por km².

## Geografía
South Hooksett se encuentra ubicado en las coordenadas 43°2′3″N 71°25′24″O / 43.03417, -71.42333. Según la Oficina del Censo de los Estados Unidos, South Hooksett tiene una superficie total de 13.76 km², de la cual 13.75 km² corresponden a tierra firme y (0.06%) 0.01 km² es agua.

## Demografía
Según el censo de 2010, había 5.418 personas residiendo en South Hooksett. La densidad de población era de 393,88 hab./km². De los 5.418 habitantes, South Hooksett estaba compuesto por el 94.37% blancos, el 1.16% eran afroamericanos, el 0.28% eran amerindios, el 1.99% eran asiáticos, el 0.07% eran isleños del Pacífico, el 0.66% eran de otras razas y el 1.46% pertenecían a dos o más razas. Del total de la población el 1.96% eran hispanos o latinos de cualquier raza.